# Саритерецький сільський округ (Зайсанський район)
Саритере́цький сільський округ (каз. Сарытерек ауылдық округі, рос. Сарытерекский сельский округ) — адміністративна одиниця у складі Зайсанського району Східноказахстанської області Казахстану. Адміністративний центр — село Саритерек.
Населення — 1984 особи (2021; 2123 у 2009, 2462 у 1999, 2716 у 1989).
Станом на 1989 рік існувала Пржевальська сільська рада (села Аккайин, Ворошилово, Жалпак, Жана-Баз, Кен-Арал, Когедай, ЛСП, Пржевальське). Села Кенарал, Кизилкія, ЛСП були ліквідовані 2009 року, село Жанабаз — 2020 року.

## Склад
До складу округу входять такі населені пункти:
| Населений пункт | Старі назви  | Населення, осіб (1989) | Населення, осіб (1999) | Населення, осіб (2009) | Населення, осіб (2021) |
| --------------- | ------------ | ---------------------- | ---------------------- | ---------------------- | ---------------------- |
| Аккайин, село   | -            | 126                    | 86                     | 43                     | 5                      |
| Жанабаз, село   | Жана-Баз     | 99                     | 56                     | 43                     | -                      |
| Кизилкія, село  | Жалпак       | 104                    | 26                     | 12                     | -                      |
| Кенарал, село   | Кен-Арал     | 44                     | 35                     | 27                     | -                      |
| Когедай, село   | -            | 369                    | 453                    | 450                    | 390                    |
| ЛСП, село       | -            | 29                     | 20                     | 4                      | -                      |
| Саритерек, село | Пржевальське | 1624                   | 1623                   | 1210                   | 1286                   |
| Шалкар, село    | Ворошилово   | 321                    | 368                    | 334                    | 303                    |